# Юрка, Якуб
Якуб Юрка (чеш. Jakub Jurka, род. 13 июня 1999, Оломоуц, Североморавский край) — чешский фехтовальщик-шпажист, бронзовый призёр летних Олимпийских игр 2024 года. Участник летних Олимпийских игр 2020 и 2024 годов.

## Биография
Якуб является внуком фехтовальщика Ярослава Юрки и членом клуба TJ Dukla Olomouc, где тренируется у своего отца Томаша Юрки.
В 2017 году выиграл чемпионат Европы среди юниоров и чемпионат Европы среди спортсменов до 23 лет.
Принял участие в летних Олимпийских играх 2020 года в Токио и финишировал в индивидуальном соревновании на 25-м месте.
На взрослом чемпионате Европы 2022 года был пятым.
В июле 2024 года на летних Олимпийских играх в Париже, в командных соревнованиях в составе чешской четвёрки стал бронзовым призёром Игр, в индивидуальных соревнованиях занял итоговое 32-е место.